# United Airlines
United Airlines, Inc. (comumente referida como United) é uma companhia aérea americana com sede na Willis Tower, em Chicago, Illinois. A United opera uma grande rede de rotas domésticas e internacionais, abrangendo cidades grandes e pequenas nos Estados Unidos e em todos os seis continentes habitados. Pelo tamanho da frota e número de rotas, tornou-se a terceira maior companhia aérea do mundo após sua fusão com a Continental Airlines em 2010.
A United possui oito hubs, sendo o de Chicago-O’Hare o maior em termos de passageiros transportados e número de partidas. É membro fundador da Star Alliance, a maior aliança de companhias aéreas do mundo, com um total de 28 companhias aéreas membros. O serviço regional da empresa é operado por transportadoras independentes sob a marca United Express. O nome da marca United foi estabelecido pela fusão de várias companhias aéreas no final dos anos 1920, sendo a mais antiga delas a Varney Air Lines, fundada em 1926.

## História
A United tem suas raízes na Varney Air Lines (VAL), fundada por Walter Varney em 1926 em Boise, Idaho. A Continental Airlines é a sucessora da Speed Lines, que Varney havia fundado em 1932 e cujo nome mudou para Varney Speed Lines em 1934. A VAL realizou o primeiro voo de correio aéreo contratado privadamente nos EUA em 6 de abril de 1926.
Em 1927, William Boeing fundou a Boeing Air Transport para operar rotas de correio aéreo sob contrato com o Serviço Postal dos Estados Unidos. Em 1929, Boeing fundiu sua empresa com a Pratt & Whitney para formar a United Aircraft and Transport Corporation (UATC), que então começou a comprar, em apenas 28 meses, a Pacific Air Transport, Stout Air Services, VAL e National Air Transport, bem como vários fabricantes de equipamentos ao mesmo tempo. Em 28 de março de 1931, a UATC formou a United Air Lines, Inc., como uma holding para suas companhias aéreas subsidiárias.
No final de 2006, a Continental Airlines e a United tiveram discussões preliminares de fusão. Em 16 de abril de 2010, essas discussões foram retomadas. O conselho de administração da Continental e da UAL Corporation concordou, em 2 de maio de 2010, em combinar operações, condicionado à aprovação dos acionistas e regulatória. Em 1.º de outubro de 2010, a UAL Corporation mudou seu nome para United Continental Holdings, Inc. As linhas aéreas planejavam começar a fundir suas operações em 2011. A companhia aérea fundida começou a operar sob um único certificado de operador aéreo da Administração Federal de Aviação (FAA) em 30 de novembro de 2011. Em 3 de março de 2012, United e Continental fundiram seus sistemas de serviço ao passageiro, programas de milhas e sites, o que praticamente eliminou a marca Continental, com exceção de seu logotipo. Em 27 de junho de 2019, o nome da empresa controladora mudou de United Continental Holdings para United Airlines Holdings.
Em 26 de junho de 2015, a United anunciou a compra de 5% da Azul Linhas Aéreas Brasileiras. O negócio custou US$ 100 milhões, concedeu à United o direito a um assento no conselho administrativo da Azul e uniu as malhas das companhias por meio de um acordo de codeshare, totalizando, na época, 450 destinos e mais de 6 mil voos diários.

## Frota
A United opera com 941 aviões em Fevereiro de 2024
| Modelo            | Em Serviço | Ordens | Passageiros | Passageiros | Passageiros | Passageiros | Passageiros | Passageiros | Passageiros | Observações |
| Modelo            | Em Serviço | Ordens | J           | F           | O           | E+          | Y           | Total       | Refs        | Observações |
| ----------------- | ---------- | ------ | ----------- | ----------- | ----------- | ----------- | ----------- | ----------- | ----------- | --- |
| Airbus A319-100   | 81         | -      | -           | 12          | -           | 36          | 78          | 126         | [ 30 ]      | |
| Airbus A319-100   | 81         | -      | -           | 8           | -           | 42          | 78          | 128         | [ 30 ]      | Para ser convertido para a configuração de 126 lugares.                                                                                         |
| Airbus A320-200   | 91         | -      | -           | 12          | -           | 42          | 96          | 150         | [ 31 ]      | |
| Airbus A321Neo    | 3          | 180    |             |             |             |             |             | 244         |             | |
| Airbus A321XLR    | -          | 50     | TBA         | TBA         | TBA         | TBA         | TBA         | TBA         | TBA         | Entregas começam em 2024. |
| Airbus A350-900   | —          | 45     | TBA         | TBA         | TBA         | TBA         | TBA         | TBA         | TBA         | Entregas começam em 2027. |
| Boeing 737-700    | 40         | -      | -           | 12          | -           | 36          | 78          | 126         | [ 34 ]      | |
| Boeing 737-700    | 40         | -      | -           | 12          | -           | 30          | 84          | 126         | [ 34 ]      | |
| Boeing 737-800    | 141        | -      | -           | 16          | -           | 48          | 102         | 166         | [ 35 ]      | |
| Boeing 737-800    | 141        | -      | -           | 16          | -           | 54          | 96          | 166         | [ 35 ]      | |
| Boeing 737-800    | 141        | -      | -           | 16          | -           | 42          | 108         | 166         | [ 35 ]      | |
| Boeing 737-900ER  | 148        | -      | -           | 20          | -           | 42          | 117         | 179         | [ 36 ]      | |
| Boeing 737-900ER  | 148        | -      | -           | 20          | -           | 39          | 120         | 179         | [ 36 ]      | |
| Boieng 737 MAX 8  | 77         | -      |             |             |             |             | 111         |             |             | |
| Boeing 737 MAX 9  | 79         | -      | —           | 20          | -           | 48          | 111         | 179         | [ 37 ]      | |
| Boeing 737 MAX 10 | 1          | 100    | TBA         | TBA         | TBA         | TBA         | TBA         | TBA         | TBA         | Inicialmente planejado para serviço em agosto de 2020, mas atrasado devido a nova certificação do modelo.                                       |
| Boeing 757-200    | 39         | -      | 16          | -           | -           | 45          | 108         | 169         | [ 38 ]      | Para ser adaptado em configuração de 176 lugares.                                                                                               |
| Boeing 757-200    | 39         | -      | 16          | -           | -           | 42          | 118         | 176         | [ 38 ]      | |
| Boeing 757-200    | 39         | -      | 28          | -           | -           | 42          | 72          | 142         | [ 38 ]      | Configuração do Premium Transcontinental Service.                                                                                               |
| Boeing 757-300    | 21         | -      | --          | 24          | -           | 54          | 156         | 234         | [ 39 ]      | |
| Boeing 767-300ER  | 37         | -      | 30          | -           | -           | 46          | 138         | 214         | [ 40 ]      | |
| Boeing 767-300ER  | 37         | -      | 30          | -           | -           | 49          | 135         | 214         | [ 40 ]      | 3 aeronaves a serem adaptadas com configuração Polaris de 214 assentos; 4 aeronaves a serem equipadas com configuração premium de 167 assentos. |
| Boeing 767-300ER  | 37         | -      | 46          | -           | 22          | 43          | 56          | 167         | [ 40 ]      | |
| Boeing 767-400ER  | 16         | -      | 39          | -           | -           | 70          | 131         | 240         | [ 41 ]      | A ser adaptado com a nova cabine Polaris a partir de agosto de 2020.                                                                            |
| Boeing 777-200ER  | 74         | -      | 32          | -           | -           | 124         | 206         | 362         | [ 43 ]      | |
| Boeing 777-200ER  | 74         | -      | 48          | -           | -           | 113         | 108         | 269         | [ 43 ]      | A ser adaptado com novos assentos Polaris e cabines Premium Plus na configuração de 276 assentos.                                               |
| Boeing 777-200ER  | 74         | -      | 50          | -           | -           | 72          | 145         | 267         | [ 43 ]      | A ser adaptado com novos assentos Polaris e cabines Premium Plus na configuração de 276 assentos.                                               |
| Boeing 777-200ER  | 74         | -      | 50          | -           | 24          | 46          | 156         | 276         | [ 43 ]      | |
| Boeing 777-300ER  | 22         | -      | 60          | -           | 24          | 62          | 204         | 350         | [ 44 ]      | |
| Boeing 787-8      | 12         | -      | 28          | -           | 21          | 36          | 158         | 243         | [ 45 ]      | |
| Boeing 787-8      | 12         | -      | 36          | -           | -           | 70          | 113         | 219         | [ 45 ]      | A ser adaptado com novos assentos Polaris e cabines Premium Plus na configuração de 243 assentos.                                               |
| Boeing 787-9      | 38         | 6      | 48          | -           | 21          | 39          | 149         | 257         | [ 46 ]      | |
| Boeing 787-9      | 38         | 6      | 48          | -           | -           | 88          | 116         | 252         | [ 46 ]      | A ser adaptado com novos assentos Polaris e cabines Premium Plus na configuração de 257 assentos.                                               |
| Boeing 787-10     | 21         | -      | 44          | -           | 21          | 54          | 199         | 318         | [ 47 ]      | |
| Total             | 941        | 381    |             |             |             |             |             |             |             | |

## Acidentes
Voo United Airlines 811 - Em 24 de fevereiro de 1989, o Boeing 747-122, matrícula N4713U, com o código de voo UA 811, após decolar de Honolulu e quando cruzava o nível de voo 220, perdeu uma das portas do porão, ocasionando uma extensa perda de fuselagem. Oito passageiros foram sugados para o exterior e morreram. O avião conseguiu regressar a Honolulu e aterrissar em segurança. Era comandado por David Cronin, 1.º Oficial Gregory Slader e 2.º Oficial Randal Thomas.
Voo United Airlines 232 - Em 19 de julho de 1989, um DC-10 que operava o voo 232 da United, que ia de Denver a Filadélfia, com escala em Chicago, perdeu o motor número 2 da aeronave, danificando o controle hidráulico dos 3 motores. Sem controle, o piloto teve que fazer um pouso de emergência em Sioux City, utilizando apenas a potência dos 2 motores restantes. O avião estava mais rápido do que em um pouso normal devido às falhas e acabou se acidentando após tocar a asa na pista do aeroporto. 112 pessoas morreram no acidente, porém 184 sobreviveram, e por causa disso o piloto foi considerado um herói.
Voo United Airlines 585 - Em 3 de março de 1991, o Boeing 737-291, matrícula N999UA, com o código de voo UA585, despenhou-se na final para Colorado Springs. Era comandado pelo Capitão Harold Green, tendo como 1.º Oficial Patricia Eidson e transportava três tripulantes e vinte passageiros. Não houve sobreviventes.

### Ataques de 11 de setembro de 2001
Voo United Airlines 93 e Voo United Airlines 175 - Em 11 de setembro de 2001, duas aeronaves da frota, um Boeing 767 (voo 175) e um 757 (voo 93), foram sequestradas por terroristas que tinham como alvo símbolos do poder econômico e político dos Estados Unidos. A primeira aeronave citada atingiu a Torre Sul do World Trade Center, na cidade de Nova Iorque, e a segunda foi supostamente derrubada porque ia em direção a Washington, caindo em Pittsburgh, na Pensilvânia.